# 横山区
横山区是中国陕西省榆林市所辖的一个市辖区，位于陕西北部，地处毛乌素沙漠与黄土高原过渡地带无定河上游。全区地貌以芦河、无定河为界，北部为风沙草滩区，占总面积的32.2%；南部为丘陵沟壑区,占51.3%；中部为河谷川地,占16.5%。北宋、西夏时属银州以及绥德军，清置怀远县，1914年改横山县，于2015年正式撤县设区。区域总面积为4,286.62平方公里。

## 行政区划
横山区下辖5个街道办事处、13个镇：
城关街道、怀远街道、夏州街道、怀仁路街道、崇德路街道、石湾镇、高镇、武镇、党岔镇、响水镇、波罗镇、殿市镇、塔湾镇、赵石畔镇、魏家楼镇、韩岔镇、白界镇和雷龙湾镇。

## 人口民族
2020年末，根據全國第七次人口普查結果顯示：全区常住人口为283918人。

## 教育发展
全区现有普通中学19所，其中高级中学3所（横山中学，横山第二中学，横山第四中学），初级中学10所，九年一贯制学校6所。